# Radio 10 (Nederland)
Radio 10 (voorheen Radio 10 Gold en Radio 10 FM) is een Nederlandse commerciële radio-omroep. Het station is een van de oudste, nog bestaande, commerciële radiostations van Nederland. Het station draait muziek uit de jaren 1960 tot de jaren 2020.

## Geschiedenis

### Begin
Het station is een initiatief van voormalig VARA en TROS Radio 3 -diskjockey Jeroen Soer en begon op 4 april 1988 met uitzenden vanuit een pand aan de Honthorststraat 6 in Amsterdam. Commerciële radio was in Nederland toen nog niet toegestaan, maar het station omzeilde dat met de zogenaamde U-bochtconstructie, gebruikmakend van de mogelijkheid dat commerciële zenders uit het buitenland op de Nederlandse kabel toegelaten werden. Daartoe werden in Amsterdam gemaakte programma's via satelliet naar Italië gestuurd, waar het Milanese mediabedrijf Rete Zero een zender had. Via een uplinkstation in België van de televisieabonneezender FilmNet werd het signaal naar de Nederlandse kabelnetten gestuurd. Door deze constructie waren er enkele Italiaanse jingles te horen op het station. Diskjockeys van het eerste uur waren onder anderen Ferry Maat, Adam Curry, Daniël Dekker, Peter Rijsenbrij, Jeroen Soer en Roderick Veelo.

### Arcade
Op 15 augustus 1990 werd het station overgenomen door de Arcade-groep en de naam werd gewijzigd in Radio 10 Gold. Hoofdthema van de vernieuwde zender werd "gouwe ouwen", waarmee Radio 10 voorheen op de zondag al succes had. Nederlandse commerciële radio was inmiddels toegestaan en Radio 10 zond in het noorden van Nederland ook via de ether uit. Dit gebeurde via een zogenoemde "restfrequentie". Dat zijn frequenties die niet of nog niet in gebruik waren bij de publieke omroep. In 1994 kreeg Radio 10 Gold de middengolffrequentie 675 kHz toegewezen; later ook 103FM. Bekend radio-onderdeel was het spel Tel en bel, waarbij luisteraars het aantal gedraaide platen moesten tellen. Tussen 1997 en 2007 opgevolgd door Kraak de kluis waarin de dj het kluisbedrag bekendmaakt om 7.40 uur (op werkdagen) of 8.40 uur (in het weekend) waarin de luisteraar het kluisbedrag moet noemen als hij of zij wordt gebeld. Wordt de kluis niet gekraakt, wordt het bedrag de volgende dag verhoogd. De Arcade-groep breidde haar activiteiten in deze periode uit met de zenders Concert Radio (klassiek) en Power FM (jongerenzender).

### Wegener
In 1998 nam uitgever Wegener het entertainmentbedrijf Arcade over, waartoe Radio 10 Gold behoorde. Op 1 januari 1999 kreeg Radio 10 Gold als FM-frequentie 103 MHz en later dat jaar werd de naam gewijzigd in Radio 10 FM. Binnen de programmering kregen recentere hits een meer prominente plaats dan voorheen. Mede daarom ontstond de tot op heden gebruikte slogan "De grootste hits aller tijden". De twee andere zenders van Arcade werden afgestoten.

### Talpa

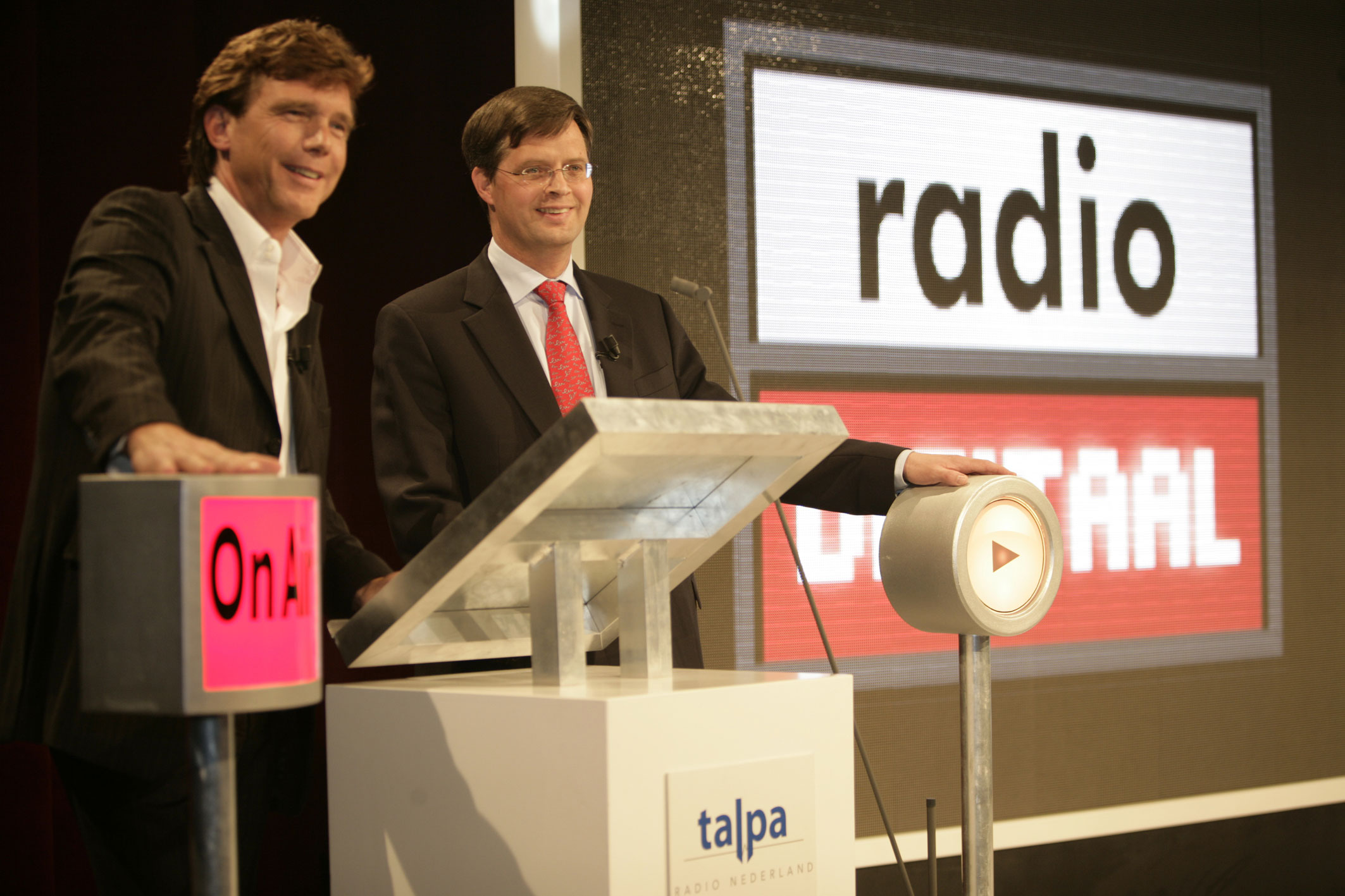
De Mol met premier Balkenende.

Op 27 februari 2003 kocht Talpa Radio International, een onderneming van John de Mol, Radio 10 FM. Onder de vernieuwingen die het station meemaakte, waren onder meer de terugkeer van Ferry Maat en de versterking door Bart van Leeuwen. Een herziene programmering en een nieuw logo zagen op 5 mei van dat jaar het levenslicht. De grootste uitdaging waarvoor de organisatie zich die periode gesteld zag, was het behouden van de FM-frequentie. FM betekent een groter bereik aan luisteraars dan met AM (middengolf) en daarmee hogere reclameopbrengsten. Het mocht niet baten. Slechts luttele weken na het ingaan van de vernieuwingen verloor Talpa de "103 FM" (ook wel kavel A02) aan Sky Radio tijdens de veiling van etherfrequenties, die haar op 1 juni 2003 in gebruik nam voor Radio 103 De Gouwe Ouwe Zender. Door het verlies van de FM-frequentie kwam Radio 10 FM acuut in financiële problemen. Aanvankelijk was er sprake van dat Sky Radio de zender en medewerkers van Talpa over zou nemen, maar deze fusie ketste af. In eerste instantie zond vanaf 1 juni 2003 Radio 10 FM nog uit op de 103 FM. Na een paar dagen, op 5 juni 2003 haalde Sky Radio, Radio 10 FM uit de ether. En startte Sky Radio vanaf dan op de FM-frequenties van 103 FM (kavel A02) met het uitzenden van Radio 103 De Gouwe Ouwe Zender. Radio 10 FM was daardoor vanaf die datum per direct niet meer via de FM-ether te ontvangen. Vervolgens, moest Talpa flink snijden in het personeelsbestand en Radio 10 zag zich genoodzaakt haar intrek te nemen in de studio's van zusterzender Noordzee FM. Kort na het verlies van 103 FM kon Talpa voor Radio 10 ("Gold" in plaats van "FM") de AM-frequentie 1395 kHz huren van de toenmalig rechthebbende, en begon vanaf 7 juni 2003 hierop uit te zenden. Radio 10 Gold zou deze golflengte tot 1 augustus 2004 benutten. In juni 2004 wist Talpa Radio de licentie voor de AM-frequentie 1008 kHz = 298 m (golflengte) van Radio London over te nemen en vanaf eind juli 2004 was Radio 10 Gold in heel Nederland en daarbuiten op deze golflengte te ontvangen. Daarnaast zond Radio 10 Gold uit via de kabel en inmiddels ook via internet en via satellietpositie Astra 23,5°O.

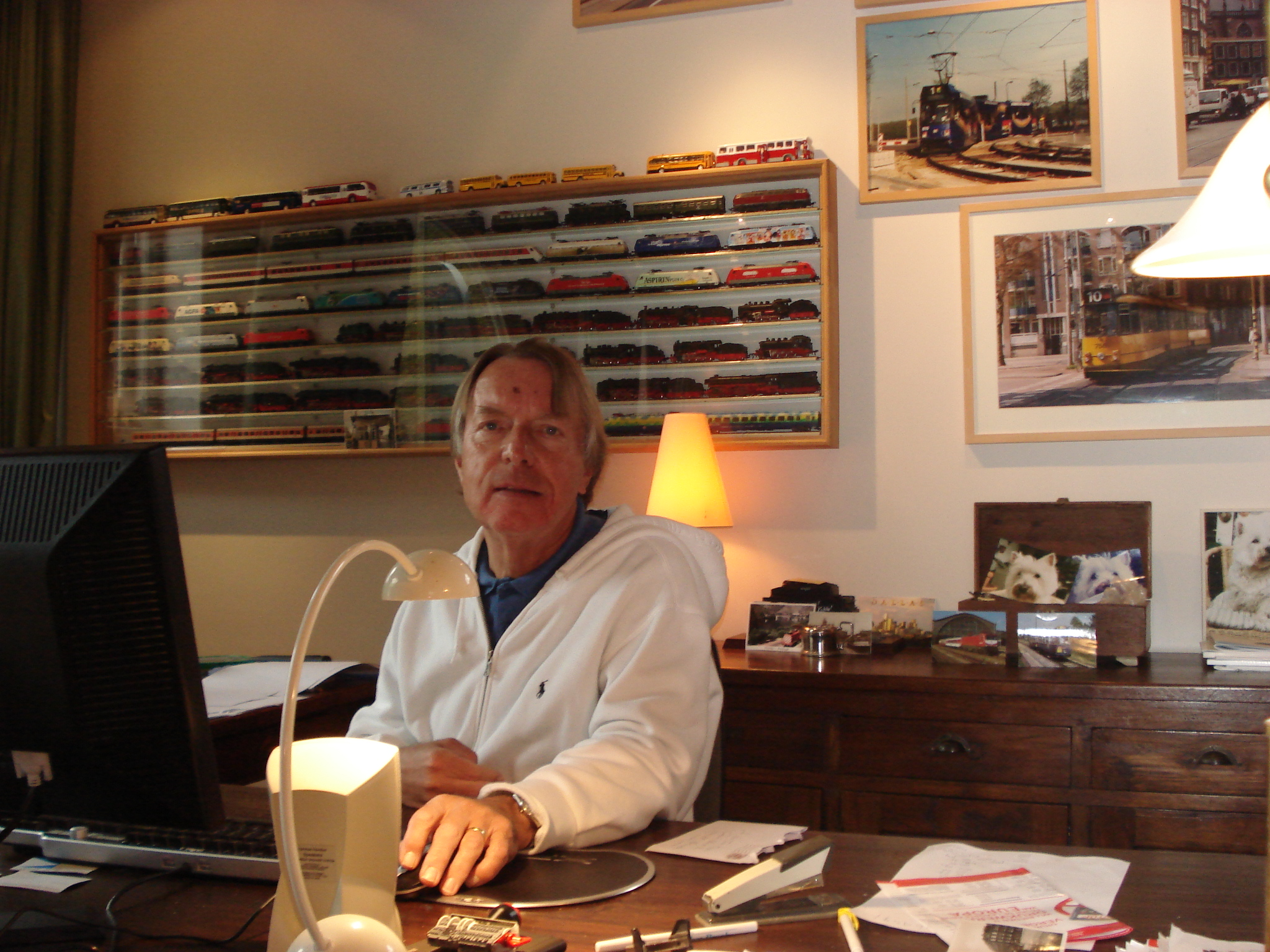
Tom Mulder in 2009.

In december 2005 zond Radio 10 Gold voor het eerst de Top 4000 uit ter gelegenheid van het 40-jarig bestaan van de Nederlandse Top 40 en mogelijk ook naar aanleiding van het succes van de Top 2000 van Radio 2. De lijst heeft sindsdien een vaste plaats gekregen in de programmering van de maand december. Het station kreeg in 2005 de Marconi Award voor beste radiozender, omdat het ondanks het gemis van een FM-frequentie nog immer grote aantallen luisteraars aan zich wist te binden.
In 2006 en 2007 waren onder meer de volgende dj's aan het station verbonden: Jos van Heerden, Peter Holland, Peter Rijsenbrij en Thorvald de Geus. In 2005 was ook Albert Verlinde aangetrokken voor een showrubriek. De zender verloor in deze periode Dave Donkervoort aan 100%NL; weerman Jan Visser werd wegbezuinigd, terwijl Tom Mulder om gezondheidsredenen zijn medewerking moest staken.

### Afslanking
Niet lang na het vertrek van de weerman moesten meerdere medewerkers het bedrijf verlaten, daar Talpa op 5 maart 2007 aankondigde flink te moeten bezuinigen. Een combinatie van hoge kosten voor het gebruik van de frequentie en tegenvallende reclameopbrengsten bracht het moederbedrijf tot deze ingrepen. Opnieuw moest de zender omschakelen op meer recente muziek in de hoop meer adverteerders te trekken, maar ook uren inruimen voor non-stop muziek om de kosten te drukken. Medio 2007 verkocht Talpa een zusterstation van Radio 10 (538) aan RTL Nederland en besloot zij zelfs afstand te doen van de AM-frequentie, door deze te verkopen aan GrootNieuwsMedia BV. Vanaf dat moment was de zender alleen nog te beluisteren via kabel, internet, satelliet en DVB-T (gecodeerd, alleen voor abonnees van Digitenne van KPN), hoewel Talpa ook kortstondig heeft geëxperimenteerd met FMeXtra, een techniek die gebruikmaakt van restcapaciteit op de FM-band.

### RTL
Op 5 januari 2010 werd Radio 10 Gold verkocht aan RTL Nederland, dat plannen had haar een van de vrijgekomen FM-frequenties van Arrow Classic Rock toe te wijzen. Medio oktober van dat jaar werd echter de keuze gemaakt voor een AM-frequentie: 828 kHz. Vanwege beëindiging van de samenwerking tussen John de Mol en RTL moest De Mol zijn station per 1 januari 2012 aan de fusie onttrekken, maar de golflengte mocht zij blijven gebruiken.

### RadioCorp
Op 2 augustus 2013 werd bekendgemaakt dat Radio 10 Gold als Radio 10 terugkeert op de FM. RadioCorp, het bedrijf achter radiozender 100% NL, kreeg het etherfrequentiepakket kavel A7 toebedeeld. Op deze kavel zond tot 11 maart 2009 Arrow Classic Rock uit. Radio 10 Gold behoorde tot de 538 Groep, die eigendom is van Talpa Media. Doordat de 538 Groep al de maximaal toegestane hoeveelheid radiofrequenties in gebruik heeft, werd het station verkocht aan RadioCorp en kan het weer op FM uitzenden. Met de overeenkomst verkreeg Talpa een minderheidsbelang in RadioCorp.
Omdat de onderhandelingen nog niet helemaal afgerond waren bleef Radio 10 Gold nog tot 23 september 2013 uitzenden via 828 kHz op de middengolf. Op de FM-frequenties was in de tussentijd al een non-stop versie van Radio 10 te horen.

### Terug naar Talpa
Vanwege de in januari 2016 aangekondigde samenwerking tussen Talpa (538 en SLAM!) en de Telegraaf Media Groep (Sky Radio en Radio Veronica) om een gezamenlijk radiobedrijf te starten werd in mei 2016 bekend dat Talpa volledig RadioCorp BV (100% NL en Radio 10) heeft overgenomen en op haar beurt Radio 10 toevoegde aan de 538 Groep, vervolgens werd SLAM! eveneens als 100% NL verkocht aan de Oostenrijker Karel Habsburg-Lotharingen. In januari 2017 ging de 538 Groep verder als Talpa Radio.

#### Radio 10 Brabant
Op 1 december 2019 ging Radio 10 Brabant de lucht in. Talpa kocht een groot deel van de Frequenties van Radio 8FM over. Radio 10 was nog niet in Brabant te beluisteren, met deze speciale editie van de zender zijn ze nu ook in Brabant te beluisteren.

## Medewerkers

### Nieuwslezers
Het nieuws op Radio 10 wordt verzorgd door het ANP. De nieuwsbulletins worden voorgelezen door drie vaste nieuwslezers van de zender. De weerberichten worden verzorgd door Weer.nl.
De nieuwslezers zijn:
- Harry van der Heijden
- Nicolas Ruis
- Matijn Nijhuis

### Stationvoices
- Edwin Ouwehand (–2025)[12]
- Erik de Zwart (2025–)[13]

## Programmering

### Maandag t/m donderdag
Radio 10 kent een horizontale programmering. Het ochtendprogramma is traditioneel het belangrijkste programma van Nederlandse radiozenders. Bij Radio 10 is de presentatie van die show anno juli 2024 in handen van Lex Gaarthuis met De Radio 10 Ochtendshow. Hij wordt bijgestaan door sidekick Luuk van den Braak die ook het uur er voor presenteert. Gaarthuis volgde hiermee de naar Radio Veronica vertrokken Gerard Ekdom op. Van 2017 tot 2018 presenteerde Gaarthuis ook al het ochtendprogramma van de zender. De show is van 06:00 tot 10:00 uur te horen en wordt gevolgd door het programma van Martijn Kolkman die van 10:00 tot 12:00 uur uitzendt. Tijdens de lunch is Jeroen Nieuwenhuize te horen, met een programma van 12:00 tot 14:00 uur. Edwin Diergaarde presenteert de twee uren die volgen. Sinds 8 juli 2024 maakt Gijs Staverman het programma Gijs op 10 van 16:00 tot 19:00 uur als opvolger van Rob van Someren, die naar het weekend zou verhuizen. In de avonduren zijn Edwin Ouwehand (19:00 tot 21:00 uur) en Rene Verkerk (21:00 tot 0.00) te horen.

### Vrijdag
Op vrijdagavond wijkt de programmering licht af. Dan is Dennis Verheugd van 19:00 tot 21:00 uur te horen met Happy Hours waarna van 21:00 tot 00:00 uur Top 4000 Classics te horen zal zijn.

### Zaterdag en zondag
Ook in het weekend is er een afwijkende programmering ten opzichte van de werkdagen. Silvan Stoet presenteert een programma op zaterdag- en zondagochtend van 07:00 tot 10:00 uur. Vervolgens is Erik de Zwart te horen van 10:00 tot 12:00 uur. Robert Feller is tussen 12:00 en 15:00 uur te horen op beide dagen. Aan het eind van de middag is Verheugd te horen van 15:00 tot 18:00 uur. Jan-Paul Grootentraast presenteert de eerste drie uren van beide avonden (18:00 tot 21:00 uur). Op de late avond is op zaterdag presenteert Johnny de Mol het programma Top 4000 Classics met Johnny van 21:00 tot 00:00. Daarna gaat de zender non-stop verder volgens de gewoonlijke playlist. Op zondagavond is Top 4000 Classics te horen van 21:00 tot 00:00 uur.

## Acties

### Lach van 10
Deze actie vindt jaarlijks plaats in de maand mei. Bij dit spel, een variant van de Stemband, moet worden geraden van welke persoon de lach is die te horen is op de radio. De lach is drie weken (tot 2024 vier weken) lang elke werkdag tussen 8:00 en 18:00 uur ieder uur te horen. Om mee te doen dienen luisteraars zich aan te melden via de app van Radio 10. Hierin verschijnt tijdens het spel een groene knop waarop gedrukt dient te worden. Uit alle meldingen worden dan elke werkdag om 7:00 uur luisteraars geselecteerd die worden teruggebeld om een poging te wagen. De jackpot begint met € 200,- en wordt bij elk fout antwoord verhoogd met € 200,-. Alle foute antwoorden verschijnen op de site en in de app van Radio 10, zodat luisteraars weten welke namen ze niet meer hoeven te noemen. De jackpot wordt gewonnen door de luisteraar die het juiste antwoord weet te geven. Hierna begint dan eventueel een nieuwe ronde met een nieuwe opgave. Indien een opgave aan het eind van de speelperiode niet is geraden, wordt op de laatste dag van de speelperiode een finalespel gespeeld waarbij mensen naar de studio kunnen bellen. Hiervoor wordt dan op de radio een oproep gedaan. Iedere halve minuut wordt dan iemand teruggebeld die een poging mag doen, net zolang tot de opgave is geraden. Zodra een opgave wordt geraden is via de stream op de site van Radio 10 het antwoord ook te zien. De persoon die geraden is zet dan letterlijk zijn/haar masker af om zich te laten zien, waarbij hij/zij vertelt dat hij/zij de lach van 10 was. Ook feliciteert hij/zij de winnaar dan persoonlijk. 

#### Joker
Sinds 2022 kan in het weekend tussen 12:00 uur en 15:00 uur, tijdens de weekendshow met Robert en Kimberly een JOKER worden verdiend. Hiervoor dienen luisteraars in deze periode zodra ze de lach van de joker horen het woord JOKER te appen via de app van Radio 10. De luisteraar die dan wordt teruggebeld wint de JOKER die van maandag t/m vrijdag op ieder moment tussen 8:00 en 18:00 uur kan worden ingezet voor een extra speelmoment. Deze JOKER heeft dezelfde functie als de "Fastpass" bij het geluid van Qmusic.

### De Juiste Vraag
In januari 2025 werd een nieuw radiospel geïntroduceerd dat op 6 januari van dat jaar van start zou gaan in de ochtendshow van Lex Gaarthuis. De Juiste Vraag draait om het raden van de juiste vraag bij een antwoord. Luisteraars krijgen het antwoord te horen en moeten raden welke vraag de juiste is. Het spel wordt enkel tijdens de ochtendshow gespeeld en heeft een startbedrag van 25.000 euro. Bij ieder fout antwoord stijgt deze met 100 euro. Alle onjuiste vragen zijn terug te vinden op de site en in de app van Radio 10.  Uiteindelijk wist Martine uit Elst op 11 maart 2025 de juiste vraag te raden. Het antwoord was "In het midden" en de juiste vraag daarbij was "Waar is een zandloper het smalst?" of een soortgelijk geformeerde vraag. Ze won hiermee het bedrag van € 38.800,-

## Digitale zenders
Net als de andere radiozenders van Talpa beschikt Radio 10 over enkele digitale muziekzenders die te beluisteren zijn via internet:
- 60's & 70's Hits
- 80's Hits
- 90's Hits
- Radio 10 Disco Classics
- Radio 10 Love Songs
- Radio 10 Non-stop
- Radio 10 Top 4000

## Beeldmerk

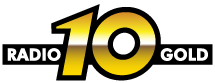
Van 2003 t/m 23 september 2013
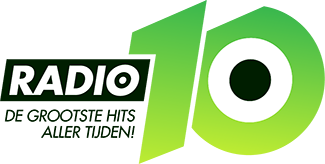
Van 23 september 2013 t/m 4 september 2017
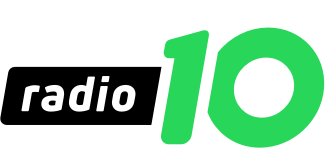
Van 4 september 2017 t/m augustus 2019
Sinds september 2019

## Prijzen

### Marconi Award
Radio 10 wist gedurende haar bestaan twee maal de Marconi Award voor beste zender te winnen, in 2005 en 2017. Echter waren er geen medewerkers of programma's die een Marconi Award wisten te bemachtigen.

### Gouden RadioRing
In 2017 werd Somertijd als eerste Radio 10-programma ooit genomineerd voor de Gouden RadioRing. Het wist echter niet te winnen. Ook in 2018 en 2019 ging de prijs naar een ander programma, terwijl Somertijd genomineerd was. In 2019 was ook het programma Ekdom in de Morgen genomineerd. Ook was de presentator van dat programma, Gerard Ekdom, dat jaar genomineerd voor een Zilveren RadioSter Man, maar beiden prijzen werden niet gewonnen.